# Mellau
Mellau är en ort och kommun i distriktet Bregenz i förbundslandet Vorarlberg i Österrike. Kommunen ligger i Bregenzerwald och har 1 270 invånare (2024).

## Historia
Åren 1805-1814 ingick Mellau i Bayern, men införlivades därefter återigen i Österrike. Efter andra världskriget och de kommande tio åren låg kommunen i franska ockupationszonen. Vid en stor brand 1870 förstördes bland annat kyrkan, skolan, prästgården och 18 andra hus.